# Песчанокопская (станция)
Песчанокопская — промежуточная железнодорожная станция Ростовского региона Северо-Кавказской железной дороги, находящаяся в селе Песчанокопском Песчанокопского района Ростовской области.
Расположена на двухпутной магистрали Сальск — Тихорецкая, электрифицированной переменным током.

## История
Станция Песчанокопская была открыта в 1897 году в период строительства железнодорожной линии Царицын — Тихорецкая.
В 1987 году началось строительство новой железнодорожной линии от станции Песчанокопская до станции Передовая протяжённостью 102 км. В 1989 году участок дороги протяженностью 57 километров от станции Песчанокопская до станции Красная Гвардия была введена в эксплуатацию. Остальной участок дороги до станции Передовая был введен в эксплуатацию в 1993 году. Было организовано движение пассажирского поезда Ставрополь — Москва-Павелецкая (№ 257/258). В 1998 году руководством СКЖД было принято решение о демонтаже участка от станции Песчанокопская до станции Красная Гвардия (см. статья Железнодорожная линия Песчанокопская — Передовая).